# Суперечки щодо етнічної та мовної ідентичности в Чорногорії
Суперечка щодо етнічної та мовної ідентичности Чорногорії – це постійна суперечка щодо етнічної та мовної ідентичности кількох громад Чорногорії, багатонаціональної та багатомовної країни Південно-Східної Європи. Існує кілька спірних моментів, деякі з них стосуються ідентичности людей, які самоідентифікуються як етнічні чорногорці, а деякі інші питання ідентичности також стосуються громад сербів Чорногорії, хорватів Чорногорії, босняків Чорногорії та етнічних мусульман Чорногорії. Усі ці питання взаємопов’язані та дуже політизовані.
Центральне питання полягає в тому, чи становлять чорногорці, що самоідентифікуються, окрему етнічну групу чи підгрупу якоїсь іншої нації, як часто стверджують самоідентифіковані серби. Цей поділ сягає своїм історичним корінням у перші десятиліття 20-го століття, під час якого ключовим політичним питанням була дилема між збереженням національного суверенітету Чорногорії, яку відстоювали прихильники династії Петровичів-Негош, особливо зелені, тобто члени Правдивого Народна партія, а також прихильники інтеграції з Королівством Сербія, а отже, і з іншими південнослов'янськими народами під час династії Караджорджевичів, за яких виступали білі (об'єднані навколо Народної партії). Ця суперечка відновилася під час розпаду Югославії та подальшого виходу Чорногорії з державного союзу з Сербією після референдуму про незалежність Чорногорії 2006 року. Згідно з даними перепису 2011 року, 44,98% людей у Чорногорії вважають себе етнічними чорногорцями, тоді як 28,73% заявляють, що етнічні серби; 42,88% сказали, що розмовляють «сербською», тоді як 36,97% назвали «чорногорською» рідною мовою.

## Націоналізм у Чорногорії
Загалом у Чорногорії існує два варіанти націоналізму: антисербський і просербський.

## Історія
Митрополит Данило I (р. 1696–1735) називав себе «герцогом землі Сербської». Митрополит Сава Петрович назвав свій народ, чорногорців, «сербською нацією» (1766). Петар I Петрович-Негош (1784–1830) був автором плану утворення нової Слов’яно-Сербської імперії шляхом приєднання Боко- Которської затоки, Дубровника, Далмації, Герцеговини до Чорногорії та деяких сусідів з високогір’я (1807), він також написав: «Російський цар був би визнаний царем сербів, а митрополит Чорногорський був би його помічником. Провідна роль у відновленні Сербської імперії належить Чорногорії». 
Наприкінці 19 століття прагнення Чорногорії відображали прагнення Сербії — об’єднання та незалежність земель, населених сербами. Негош (р. 1830–1851), який вважався найбільшим чорногорським поетом, був провідною сербською фігурою і сприяв кодифікації косовського міту як центральної теми сербського національного руху. Династія Петровичів-Негошів намагалася взяти на себе роль сербського лідера та об'єднавця, але невеликий розмір Чорногорії та слабка економіка призвели до визнання першости династії Караджорджевичів (у Сербії) у цьому відношенні. Хоча чорногорці сповідували сербську ідентичність, вони також пишалися своєю державою, особливо в районі Цетинє, столиці Королівства Чорногорія. Відчуття окремої державности породило автономістські настрої у частини населення Чорногорії після об’єднання з Сербією (і розпаду Чорногорії) у 1918 році.
Під час Першої світової війни суперечку щодо етнічної ідентичности чорногорців розгорнув адвокат Іво Пілар, який стверджував, що в період раннього середньовіччя територія сучасної Чорногорії належала Червоній Хорватії, розвиваючи з цього теорію хорватського етнічного походження чорногорців. Після війни цю теорію прийняв і розвинув Савич Маркович Штедімлія, який стверджував, що чорногорці насправді були гілкою хорватського народу.
Деякі стверджували, що до 1945 року не було окремої чорногорської нації; вони стверджують, що мова, історія, релігія та культура Чорногорії вважалися безперечно сербськими. Йозеф Корбель заявив у 1951 році, що «чорногорці гордо називали себе сербами, і навіть сьогодні важко було б знайти людей старшого покоління, які б сказали, що вони чорногорці. Тільки молодь визнає себе як чорногорці.
Антифашистська рада національного визволення Югославії (АВНВЮ, 1942–45) визнала п'ять складових Югославії: сербів, хорватів, словенців, македонців і чорногорців.
До 1990-х років більшість чорногорців називали себе і сербами, і чорногорцями. Переважна більшість чорногорців заявили про себе як чорногорці за переписом населення 1971–1991 років, оскільки вони були громадянами Соціалістичної Республіки Чорногорія. На референдумі про незалежність Чорногорії 1992 року, який чорногорські сепаратисти бойкотували, 96% висловилися за те, щоб Чорногорія залишилася у складі основної Югославії (СР Югославія – Сербія та Чорногорія ). До 1996 року в чорногорській політиці переважав «просербський консенсус».
Оскільки Чорногорія почала прагнути незалежности від Сербії після розколу Джукановича - Милошевича після югославських воєн, чорногорський націоналістичний рух підкреслював різницю між чорногорською та сербською ідентичністю і що термін «чорногорець» ніколи не означав належности до ширшої сербської ідентичности. Люди повинні були зробити вибір, чи підтримують вони незалежність Чорногорії – вибір ідентичности, здається, був заснований на їх позиції щодо незалежности.  Тепер ті, хто підтримував незалежність, перевизначили чорногорську ідентичність як окрему ідентичність (на відміну від попередньої чорногорської/сербської ідентичности, яку підтримували пізніші правителі з чорногорської династії Петровичів-Негош), тоді як ті, хто підтримував федерацію з Сербією, все більше наполягали на їх сербська ідентичність.
За словами історика Срджі Павловича, чорногорці зберегли відчуття своєї політичної та культурної самобутности по відношенню до інших південнослов’янських груп і постійно підтверджували його в історії. За словами Павловича, під поняттям сербства чорногорці розуміли їхню приналежність до православної віри та християнства загалом, а також до більшого південнослов’янського контексту. Вони включили цю ідею в будівельні блоки своєї національної індивідуальности. Оскільки це чорногорське сербство розумілося як ідеологія постійної боротьби, це чорногорське сербство не протистояло чіткому характеру чорногорської національної ідентичности. Скоріше його використовували як інструмент прагматичної політики для досягнення кінцевої мети. Чорногорці використовували терміни «серби» та «сербство», коли називали південнослов’янські елементи, які згуртувалися в антиосманську коаліцію і навколо Християнського Хреста. Щоразу, коли вони посилалися на окремі елементи своєї соціальної структури та політичної системи, вони використовували термін чорногорець.
Проюгославська (уніоністська) сторона на чолі з Моміром Булатовичем підкреслила, що серби і чорногорці мають ту саму етнічну приналежність (як серби) і викликала «непорушну єдність Сербії та Чорногорії, одного народу та однієї плоті та крові». Булатович пропагував виняткову сербську ідентичність для більшости православного населення.

## Ревізіонізм
У Чорногорії триває історичний ревізіонізм, де чорногорська ідентичність пропагується за допомогою «наративу Дукля (Докліан)» як основоположного міту.

## Демографічна історія
| Рік      | Загалом | Сербохорватська мова | %     | Регіон | Примітки                     |
| 1909 рік | 317 856 |                      | ~95%  | Князівство Чорногорія | Відповідно виключно до мови. |
| 1921 рік | 199 227 | 181 989              | 91,3% | Андрієвіца, Бар, Колашин, Нікшич, Подгориця та Цетинє повіти Королівства Югославія (які в офіційній статистиці класифікуються як Чорногорія) | За мовою: сербохорватська    |

| Рік      | Загалом | Серби   | %     | Чорногорці | %     | Регіон                                                       | Примітки                                          |
| 1948 рік | 377 189 | 6707    | 1,78  | 342 009    | 90,67 | Народна Республіка Чорногорія (частина ФНР Югославія)        | Перший перепис населення в Югославії              |
| 1953 рік | 419 873 | 13 864  | 3.3   | 363 686    | 86,61 | Народна Республіка Чорногорія (частина ФНР Югославія)        |                                                   |
| 1961 рік | 471 894 | 14 087  | 2,99  | 383 988    | 81,37 | Народна Республіка Чорногорія (частина ФНР Югославія)        |                                                   |
| 1971 рік | 529 604 | 39 512  | 7.46  | 355 632    | 67.15 | Соціалістична Республіка Чорногорія (у складі СФР Югославії) |                                                   |
| 1981 рік | 584 310 | 19 407  | 3.32  | 400 488    | 68,54 | Соціалістична Республіка Чорногорія (у складі СФР Югославії) |                                                   |
| 1991 рік | 615 035 | 54 453  | 9.34  | 380 467    | 61,86 | Соціалістична Республіка Чорногорія (у складі СФР Югославії) | Останній перепис населення в Югославії            |
| 2003 рік | 620,145 | 198 414 | 31,99 | 267 669    | 43.16 | Чорногорія у складі Сербії та Чорногорії                     | Перший перепис населення після розпаду Югославії. |
| 2011 рік | 620 029 | 178 110 | 28,73 | 278 865    | 44,98 | Незалежна Чорногорія                                         | Перший перепис населення як незалежна держава.    |

### Мовна статистика за 2011 рік
- Сербська : 265 895 (42,88%)
- Чорногорська: 229 251 (36,97 %)
- Боснійська: 33 077 (5,33% )
- Албанська : 32 671 (5,27%)
- Циганська: 5169 (0,83% )
- Боснякська: 3662 (0,59%)
- Хорватська: 2791 (0,45%)
- Інші: 47 513 (7,68%)

## Галерея

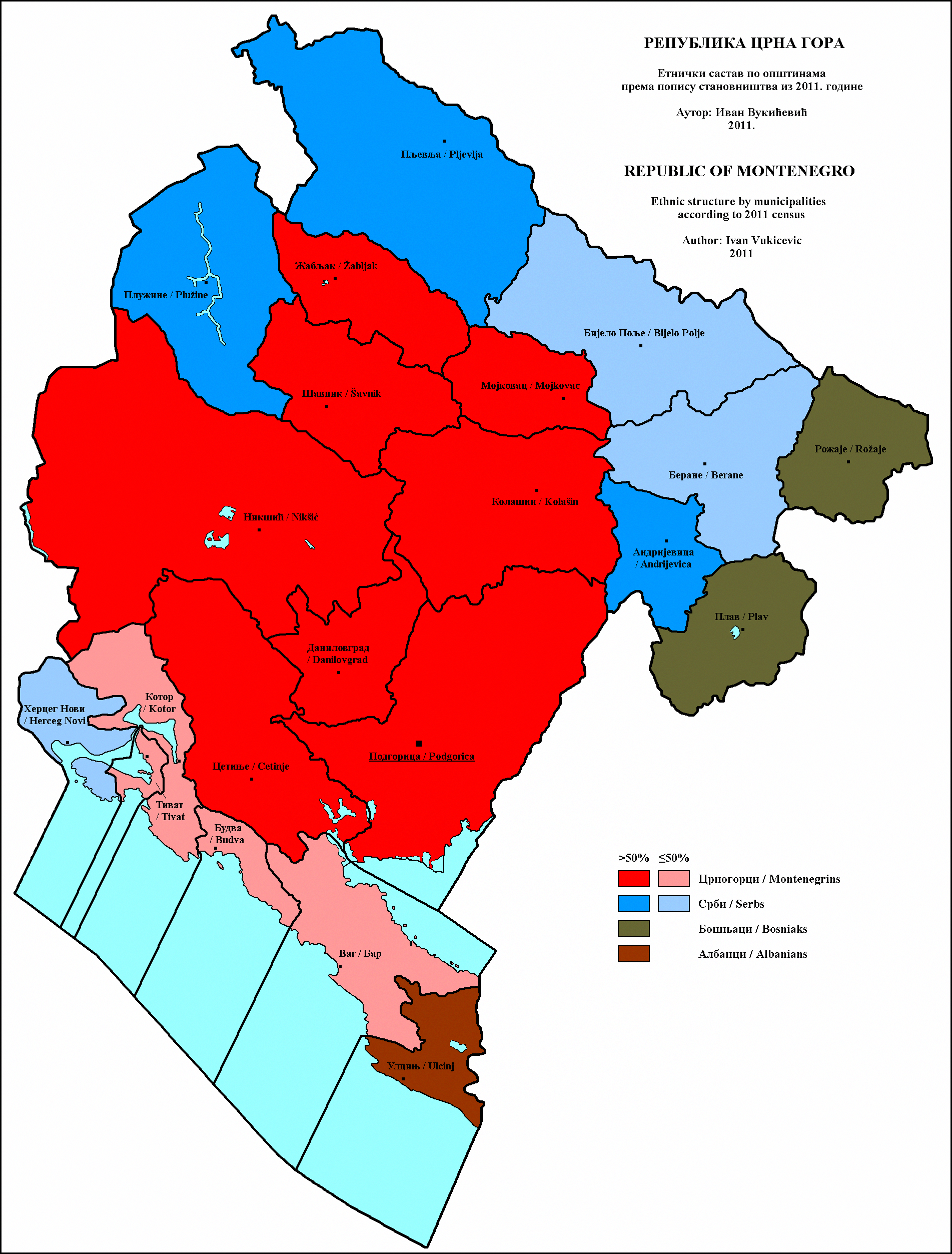
Етнічна структура за муніципалітетами.
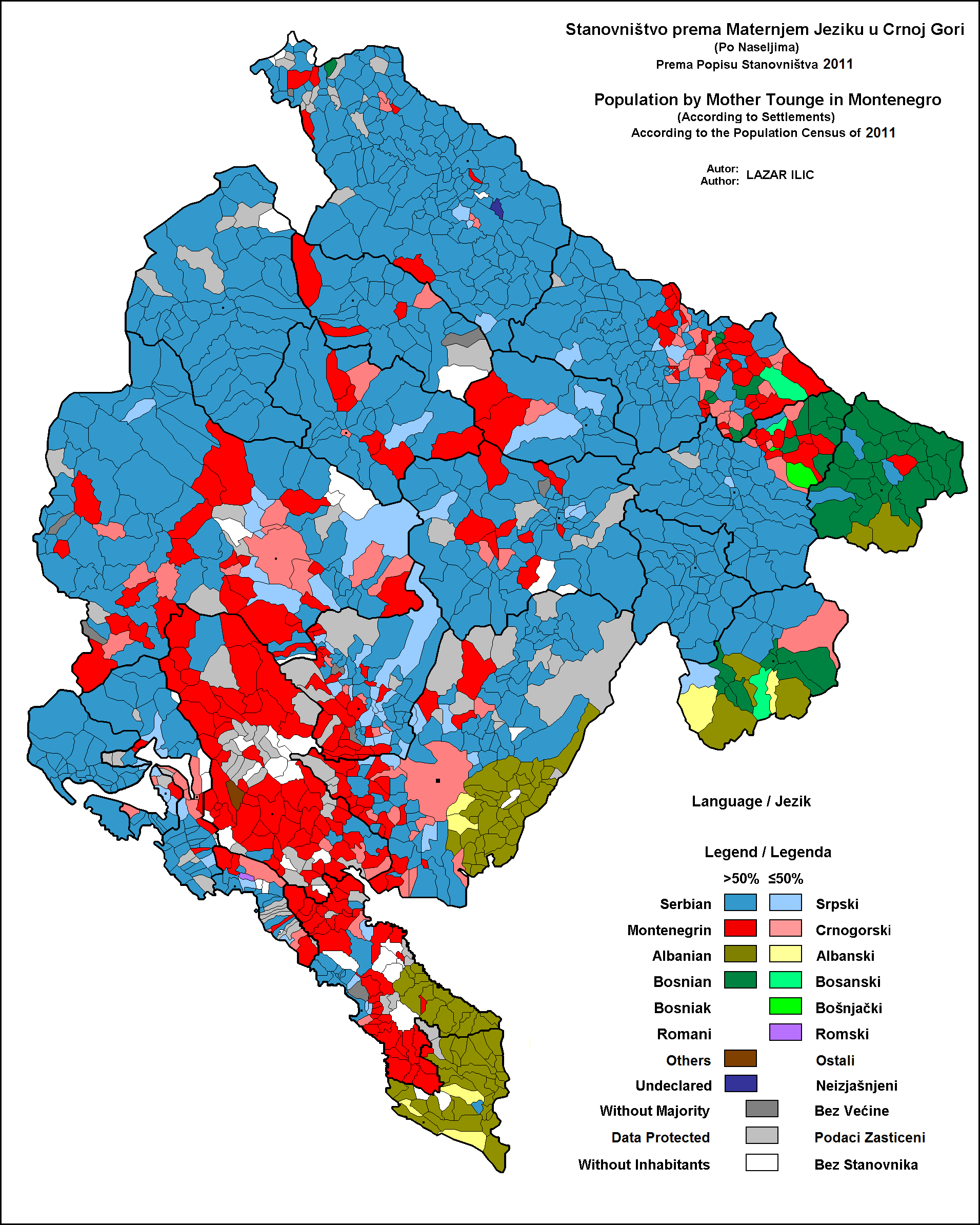
Мовна структура за населеними пунктами.
Мовна структура за муніципалітетами.
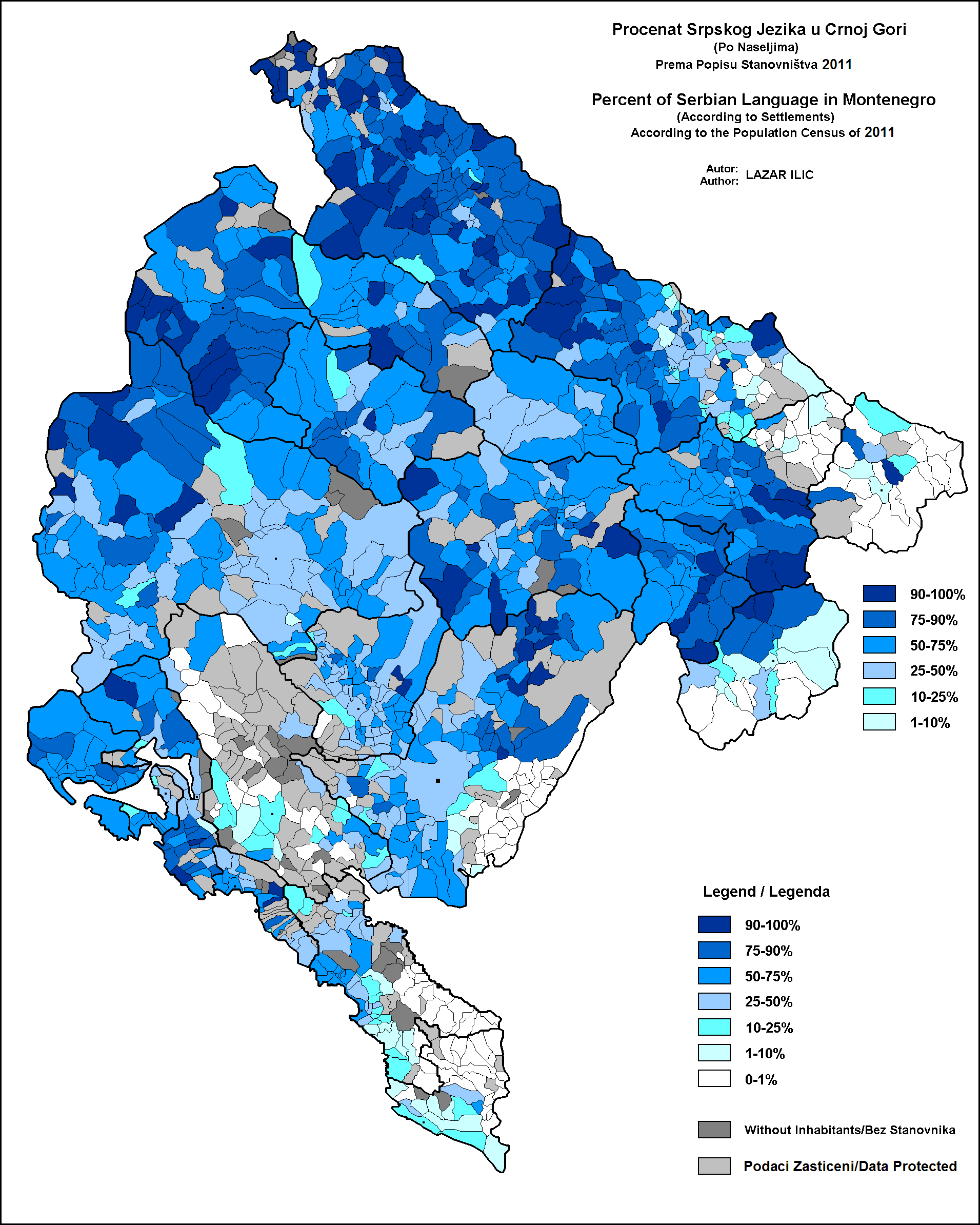
Сербська мова за населеними пунктами.
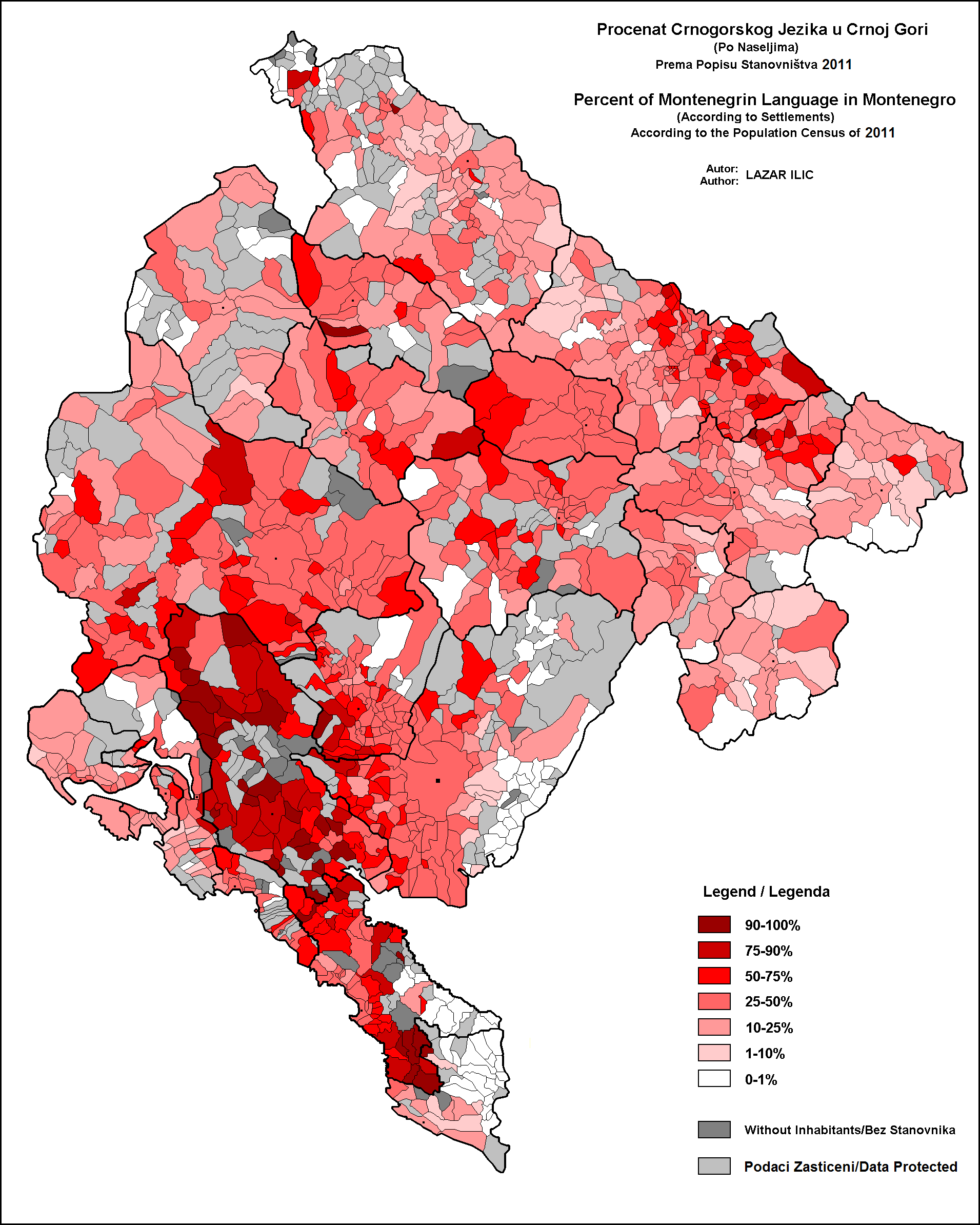
Чорногорська мова за населеними пунктами.

## Подальше читання
- Džankić, Jelena (2014). Reconstructing the Meaning of Being "Montenegrin". Slavic Review. 73 (2): 347—371. doi:10.5612/slavicreview.73.2.347. {{cite journal}}: |hdl-access= вимагає |hdl= (довідка)
- Malešević, Siniša; Uzelac, Gordana (2007). A Nation‐state without the nation? The trajectories of nation‐formation in Montenegro (PDF). Nations and Nationalism. 13 (4): 695—716. doi:10.1111/j.1469-8129.2007.00318.x. Архів оригіналу (PDF) за 15 липня 2021. Процитовано 7 листопада 2021.
- Negrišorac, Ivan (2011). Истрага предака: Социопатогени чиниоци у процесу формирања црногорске нације. Летопис Матице српске. Novi Sad: Matica srpska. Архів оригіналу за 7 листопада 2021. Процитовано 7 листопада 2021.
- Troch, Pieter (2008). The divergence of elite national thought in Montenegro during the interwar period. Tokovi Istorije (1–2): 21—37. ISSN 0354-6497.
- Vukčević, Nikola (1981). Етничко поријекло Црногораца [Ethnic origin of the Montenegrins]. Belgrade.